# Atílio Zonta
Atílio Zonta (Ascurra, 1 de maio de 1925) foi um político brasileiro.
Foi deputado à Assembleia Legislativa de Santa Catarina na 5ª legislatura (1963 — 1967), como suplente convocado.